# Eisenbahnunfall von Silberhausen
Bei dem Eisenbahnunfall von Silberhausen am 16. Dezember 1920 geriet ein Zug der Kleinbahn Silberhausen–Hüpstedt außer Kontrolle, überfuhr den Prellbock im Endbahnhof Silberhausen und stürzte vom Bahndamm ab. 17 Menschen starben.

## Ausgangslage
Die Kleinbahn Silberhausen–Hüpstedt diente vor allem dem Abtransport von Kalisalz aus einem Bergwerk in Hüpstedt. In Silberhausen hatte sie Anschluss an die Bahnstrecke Gotha–Leinefelde. Sie wies auf 7 km ein Gefälle Richtung Silberhausen auf, dessen Neigung bis zu 20 ‰ betrug.
Der Zug Nr. 5 der Obereichsfelder Kleinbahn von Hüpstedt nach Silberhausen, ab: 17:10 Uhr, war ein gemischter Zug. Er führte an diesem Tag einen gemischten Pack- und Sitzwagen, einen weiteren Personenwagen der 3. Klasse, die beide hinter der C-gekuppelten Tenderlokomotive liefen. Den Zugschluss bildeten – vorschriftswidrig – 19 voll beladene Güterwagen mit Kali. Der Zug hatte keine durchgehende Bremsleitung, sondern sollte von fünf Bremsern gebremst werden.

## Unfallhergang
Bereits in der Anfahrt auf Beberstedt stellte das Lokpersonal fest, dass der Seilzug, mit dem der Lokomotivführer die Bremser anweisen konnte zu bremsen, nicht funktionierte. Warum die Bremser nicht von sich aus eingriffen, wurde nie geklärt. Der Lokomotivführer ließ Alarmpfiffe ab und gestikulierte zu den am Bahnsteig in Beberstedt Wartenden, als der Zug den Haltepunkt durchfuhr. Der dortige Expedient alarmierte per Telefon den Fahrdienstleiter von Silberhausen. Dieser ließ die Weichen so stellen, dass der Zug auf das etwa 1 km lange Ausziehgleis des Bahnhofs geleitet wurde und alle Schranken für Wege schließen, die den Fahrweg des Zuges kreuzten. Mit etwa 70 km/h fuhr der Zug gegen 17:37 Uhr in den Bahnhof ein, wobei die Räder der Lokomotive blockierten, diese also vom Gewicht der Kali-Wagen rutschend vor diesen hergeschoben wurde. Das verminderte die Geschwindigkeit des Zuges im Ausziehgleis noch etwa auf 50 km/h. Lok- und Zugpersonal sowie einige Fahrgäste sprangen ab, bevor der Zug das Gleisende erreichte und mehr als 20 Meter in die Tiefe stürzte, die Lokomotive voran, darauf die Personenwagen und alles begrabend die Kali-Wagen obendrauf.

## Folgen
17 Reisende, die im Zug geblieben waren, starben, weitere neun – das waren hauptsächlich die, die abgesprungen waren – wurden verletzt.
Dies war einer der folgenschwersten Kleinbahnunfälle in Deutschland. Die Umstände des Bremsversagens wurden nie geklärt. Zwischen dem Unfallbericht der Kleinbahn und Augenzeugenberichten gab es erhebliche Widersprüche, die aber nicht geklärt wurden.